# Baw Baw Classic
La Baw Baw Classic est une course cycliste australienne disputée au mois d'avril dans l'État de Victoria. Créée en 2001, cette épreuve est organisée par le Warragul Cycling Club. Elle se termine au sommet du mont Baw Baw

## Palmarès

### Élites Hommes
| Année     | Vainqueur          | Deuxième            | Troisième            |
| --------- | ------------------ | ------------------- | -------------------- |
| 2001      | David McKenzie     | Ashley Humbert      | David Pell           |
| 2002      | Christopher Carr   | Nick Kiraly         | Christopher Bradford |
| 2003      | Simon Gerrans      | Nick Kiraly         | Nigel Dunstone       |
| 2004      | Christopher Fry    | Matthew Lloyd       | Ryan Moody           |
| 2005      | Simon Clarke       | David McKenzie      | Jason Hegert         |
| 2006      | Michael Tolhurst   | Daniel Braunsteins  | Joshua Wilson        |
| 2007      | Peter McDonald     | Nathan Earle        | Richie Porte         |
| 2008      | Daniel Braunsteins | David Pell          | Daniel Furmston      |
| 2009      | Nathan Earle       | Eric Sheppard       | Patrick Lane         |
| 2010      | Nathan Earle       | Benjamin Dyball     | Brodie Talbot        |
| 2011      | Calvin Watson      | Nathan Haas         | Floris Goesinnen     |
| 2012      | Nathan Earle       | Blake Hose          | Jason Spencer        |
| 2013      | Matthew Clark      | Benjamin Dyball     | Robbie Hucker        |
| 2014      | Brodie Talbot      | Mark O'Brien        | Matthew Clark        |
| 2015      | Lachlan Norris     | Saxon Irvine (nl)   | Mark O'Brien         |
| 2016      | Rhys Gillett       | Sam Crome           | Jason Lea            |
| 2017      | Mathew Ross        | Rowan Dever         | Drew Morey           |
| 2018      | Liam Garriga       | Raphael Freienstein | Rylan Dowdell        |
| 2019      | Jay Vine           | Mark O'Brien        | Rudy Porter          |
| 2020-2022 | Pas organisé       | Pas organisé        | Pas organisé         |
| 2023      | Luke Burns         | Samual Eddy         | Joshua Cranage       |

### Élites Femmes
| Année     | Vainqueur         | Deuxième          | Troisième        |
| --------- | ----------------- | ----------------- | ---------------- |
| 2006      | Helen Kelly (en)  | Lisa Friend       | Peta Mullens     |
| 2007      | Peta Mullens      | Deborah Fagg      | Simone Spykers   |
| 2008      | Carlee Taylor     | Lisa Jacobs (en)  | Peta Mullens     |
| 2009      | Ruth Dorset       | Stephanie McGrath | Fiona Spargo     |
| 2010      | Lisa Jacobs (en)  | Joanne Hogan      | Stephanie Hansen |
| 2011      | Miranda Griffiths | Elizabeth Hall    | Kristy Glover    |
| 2012      | Miranda Griffiths | Heidi Buntrock    | Elizabeth Hall   |
| 2013      | Lucy Coldwell     | Miranda Griffiths | Lisa Barry       |
| 2014      | Lizzie Williams   | Tessa Fabry       | Kristy Glover    |
| 2015      | Justine Barrow    | Harrieth Smith    | Amy Bradley      |
| 2016      | Justine Barrow    | Tessa Fabry       | Brodie Chapman   |
| 2017      | Lisen Hockings    | Justine Barrow    | Shannon Malseed  |
| 2018      | Grace Brown       | Justine Barrow    | Jenny Pettenon   |
| 2019      | Justine Barrow    | Nicole Frain      | Madeleine Wright |
| 2020-2022 | Pas organisé      | Pas organisé      | Pas organisé     |
| 2023      | Justine Barrow    | Stephanie Hibburt | Brianna Samuhel  |